# 리시아 나프
리시아 나프(Lycia Naff, 1962년 8월 29일 ~ )는 미국의 텔레비전 배우, 영화배우, 저널리스트, 배우, 댄서이다.

## 영화
- 초인 플래시: 파일롯 (1990년)
- 토탈 리콜 (1990년) - 메리 역
- 미녀 결사대 (1989년)
- 스타 트렉 - 넥스트 제너레이션 TV 시리즈 (1987년)
- 리썰 웨폰 (1987년)
- 에이라의 전설 (1986년)
- 내일은 스타 (1982년)